# ATP Cup 2021
Pour un article plus général, voir ATP Cup.
Navigation
Édition précédente Édition suivante
L'ATP Cup 2021 est la 2e édition de ce tournoi de tennis professionnel masculin par nations.

## Règlement et changements dû à la Covid-19
À cause de la pandémie de Covid-19, la compétition se déroule sur 5 jours, contrairement à l'année précédente qui se déroulait sur 12 jours. Toutes les phases du tournoi, la phase de poules et la phase finale, se dérouleront dans la même ville, à Melbourne.
La compétition n'accueille que la moitié du nombre d'équipes de l'année précédente, soit 12 équipes au lieu de 24. Le critère de qualification reste le même : le classement ATP du meilleur joueur du pays. Chaque pays dispose toujours d'un capitaine et de 4 joueurs minimum.

## Primes et points
Cette compétition offre des points au classement ATP. Un joueur qui remporterait tous ses matchs en simple, que ce soit durant la phase de poules ou la phase finale, peut gagner jusqu'à 750 points ATP. Un joueur qui remporterait tous ses matchs en double peut, quant à lui, gagner jusqu'à 250 points. Les points en simple sont attribués à chaque victoire en fonction du classement de l'adversaire et du tour. Ceux en double sont seulement attribués à chaque victoire et ne dépendent ni du classement de l'adversaire, ni du tour.

## Faits marquants

### Avant le tournoi
Àla suite de la volonté de prolonger sa période de récupération, le n°5 mondial Roger Federer a déclaré forfait pour cette deuxième édition, entraînant de nouveau l'absence de la Suisse de cette compétition.

### Pendant le tournoi
Le 24 janvier 2021, l'ATP annonce le décalage d'une journée de la compétition en raison de la quatorzaine stricte. La date de début passe donc du 1er février 2021 au 2 février 2021 et la date de fin donc du 5 février 2021 au 6 février 2021.
Rafael Nadal, de l'équipe d'Espagne, décide de ne pas jouer la première rencontre de son pays contre l'Australie à la suite de douleurs au dos. Roberto Bautista-Agut, initialement prévu comme joueur n°2 du simple, devient le joueur n°1 et Pablo Carreño Busta, prévu initialement en double, devient le joueur n°2.
À la suite d'un cas positif de Covid-19 détecté à Melbourne, tous les matchs de jeudi sont annulés et reportés et la date de la finale est à nouveau décalée pour finalement être jouée le 7 février 2021.
Les Serbes, tenants du titre, s'inclinent lors du double décisif pour la qualification dans le dernier carré contre l'Allemagne.

### Lauréat
La Russie remporte la deuxième édition de l'ATP Cup en battant en finale l'Italie. Daniil Medvedev et Andrey Rublev ont remporté leur simple respectif. Le double a été annulé.

## Équipes
1. Serbie : qualifiée par Novak Djokovic (1er)
2. Espagne : qualifiée par Rafael Nadal (2e)
3. Autriche : qualifiée par Dominic Thiem (3e)
4. Russie : qualifiée par Daniil Medvedev (4e)
5. Grèce : qualifiée par Stéfanos Tsitsipás (6e)
6. Allemagne : qualifiée par Alexander Zverev (7e)
7. Argentine : qualifiée par Diego Schwartzman (9e)
8. Italie : qualifiée par Matteo Berrettini (10e)
9. Japon : qualifié par Kei Nishikori (PR)
10. France : qualifiée par Gaël Monfils (11e)
11. Canada : qualifié par Denis Shapovalov (12e)
12. Australie : invitée (WC)

| N° | Pays      | Capitaine      | Composition de l'équipe                                                 | Résultat     |
| -- | --------- | -------------- | ----------------------------------------------------------------------- | ------------ |
| 1  | Serbie    | Viktor Troicki | - Novak Djokovic - Dušan Lajović - Filip Krajinović - Nikola Čačić      | Poules       |
| 6  | Allemagne | Mischa Zverev  | - Alexander Zverev - Jan-Lennard Struff - Kevin Krawietz - Andreas Mies | Demi-finales |
| 11 | Canada    | Peter Polansky | - Denis Shapovalov - Milos Raonic - Peter Polansky - Steven Diez        | Poules       |

| N° | Pays      | Capitaine           | Composition de l'équipe                                                        | Résultat     |
| -- | --------- | ------------------- | ------------------------------------------------------------------------------ | ------------ |
| 2  | Espagne   | Pepe Vendrell       | - Rafael Nadal - R. Bautista-Agut - P. Carreño Busta - Marcel Granollers       | Demi-finales |
| 5  | Grèce     | Apóstolos Tsitsipás | - Stéfanos Tsitsipás - M. Pervolarakis - Markos Kalovelonis - Petros Tsitsipás | Poules       |
| 12 | Australie | Lleyton Hewitt      | - Alex de Minaur - John Millman - John Peers - Luke Saville                    | Poules       |

| N° | Pays     | Capitaine             | Composition de l'équipe                                                 | Résultat |
| -- | -------- | --------------------- | ----------------------------------------------------------------------- | -------- |
| 3  | Autriche | Wolfgang Thiem        | - Dominic Thiem - Dennis Novak - Philipp Oswald - T.-S. Weissborn       | Poules   |
| 8  | Italie   | Vincenzo Santopadre   | - Matteo Berrettini - Fabio Fognini - Simone Bolelli - Andrea Vavassori | Finale   |
| 10 | France   | Richard Ruckelshausen | - Gaël Monfils - Benoît Paire - Nicolas Mahut - É. Roger-Vasselin       | Poules   |

| N° | Pays      | Capitaine         | Composition de l'équipe                                                 | Résultat |
| -- | --------- | ----------------- | ----------------------------------------------------------------------- | -------- |
| 4  | Russie    | Evgeny Donskoy    | - Daniil Medvedev - Andrey Rublev - Aslan Karatsev - Evgeny Donskoy     | Victoire |
| 7  | Argentine | Diego Schwartzman | - D. Schwartzman - Guido Pella - Horacio Zeballos - Maximo González     | Poules   |
| 9  | Japon     | Max Mirnyi        | - Kei Nishikori - Yoshihito Nishioka - Ben McLachlan - Toshihide Matsui | Poules   |

## Tournoi

### Phase de poules

#### Groupe A
| N° | Rang | Pays      | V - D | Matchs | Sets   | Jeux    |
| -- | ---- | --------- | ----- | ------ | ------ | ------- |
| 1  | 6    | Allemagne | 2 - 0 | 4 - 2  | 10 - 7 | 88 - 87 |
| 2  | 1    | Serbie    | 1 - 1 | 3 - 3  | 8 - 7  | 80 - 75 |
| 3  | 11   | Canada    | 0 - 2 | 2 - 4  | 5 - 9  | 75 - 81 |

|  | Équipe 1 | Score | Équipe 2 |  |
|  | Serbie   | 2 – 1 | Canada   |  |

|  | Équipe 1  | Score | Équipe 2 |  |
|  | Allemagne | 2 – 1 | Canada   |  |

|  | Équipe 1 | Score | Équipe 2  |  |
|  | Serbie   | 1 – 2 | Allemagne |  |

#### Groupe B
| N° | Rang | Pays      | V - D | Matchs | Sets  | Jeux    |
| -- | ---- | --------- | ----- | ------ | ----- | ------- |
| 1  | 2    | Espagne   | 1 - 1 | 4 - 2  | 8 - 4 | 63 - 51 |
| 2  | 5    | Grèce     | 1 - 1 | 3 - 3  | 6 - 6 | 49 - 53 |
| 3  | 12   | Australie | 1 - 1 | 2 - 4  | 4 - 9 | 60 - 68 |

|  | Équipe 1 | Score | Équipe 2  |  |
|  | Espagne  | 3 – 0 | Australie |  |

|  | Équipe 1 | Score | Équipe 2  |  |
|  | Grèce    | 1 – 2 | Australie |  |

|  | Équipe 1 | Score | Équipe 2 |  |
|  | Espagne  | 1 – 2 | Grèce    |  |

#### Groupe C
| N° | Rang | Pays     | V - D | Matchs | Sets  | Jeux    |
| -- | ---- | -------- | ----- | ------ | ----- | ------- |
| 1  | 8    | Italie   | 2 - 0 | 4 - 2  | 8 - 4 | 61 - 48 |
| 2  | 10   | France   | 1 - 1 | 3 - 3  | 6 - 5 | 51 - 52 |
| 3  | 3    | Autriche | 0 - 2 | 2 - 4  | 3 - 8 | 43 - 55 |

|  | Équipe 1 | Score | Équipe 2 |  |
|  | Autriche | 1 – 2 | Italie   |  |

|  | Équipe 1 | Score | Équipe 2 |  |
|  | Italie   | 2 – 1 | France   |  |

|  | Équipe 1 | Score | Équipe 2 |  |
|  | Autriche | 1 – 2 | France   |  |

#### Groupe D
| N° | Rang | Pays      | V - D | Matchs | Sets  | Jeux    |
| -- | ---- | --------- | ----- | ------ | ----- | ------- |
| 1  | 4    | Russie    | 2 - 0 | 4 - 2  | 8 - 4 | 66 - 45 |
| 2  | 7    | Argentine | 1 - 1 | 4 - 2  | 8 - 5 | 68 - 56 |
| 3  | 9    | Japon     | 0 - 2 | 1 - 5  | 3 - 7 | 42 - 75 |

|  | Équipe 1 | Score | Équipe 2  |  |
|  | Russie   | 2 – 1 | Argentine |  |

|  | Équipe 1 | Score | Équipe 2 |  |
|  | Russie   | 2 – 1 | Japon    |  |

|  | Équipe 1  | Score | Équipe 2 |  |
|  | Argentine | 3 – 0 | Japon    |  |

### Phase finale
|  | Demi-finales Melbourne Park - Melbourne 6 février 2021 | Demi-finales Melbourne Park - Melbourne 6 février 2021 |        |   | Finale Melbourne Park - Melbourne 7 février 2021 | Finale Melbourne Park - Melbourne 7 février 2021 |
|  | Demi-finales Melbourne Park - Melbourne 6 février 2021 | Demi-finales Melbourne Park - Melbourne 6 février 2021 |        |   | Finale Melbourne Park - Melbourne 7 février 2021 | Finale Melbourne Park - Melbourne 7 février 2021 |
|  |                                                        |                                                        |        |   |                                                  |                                                  |
|  |                                                        |                                                        |        |   |                                                  |                                                  |
|  |                                                        |                                                        |        |   |                                                  |                                                  |
|  | Allemagne                                              | 1                                                      |        |   |                                                  |                                                  |
|  | Allemagne                                              | 1                                                      |        |   |                                                  |                                                  |
|  | Russie                                                 | 2                                                      |        |   |                                                  |                                                  |
|  | Russie                                                 | 2                                                      | Russie | 2 |                                                  |                                                  |
|  |                                                        |                                                        | Russie | 2 |                                                  |                                                  |
|  |                                                        | Italie                                                 | 0      |   |                                                  |                                                  |
|  | Italie                                                 | Italie                                                 | 0      | 3 |                                                  |                                                  |
|  | Italie                                                 |                                                        |        | 3 |                                                  |                                                  |
|  | Espagne                                                | 0                                                      |        |   |                                                  |                                                  |
|  | Espagne                                                | 0                                                      |        |   |                                                  |                                                  |

#### Demi-finale
|  | Équipe 1  | Score | Équipe 2 |  |
|  | Allemagne | 1 – 2 | Russie   |  |

| Ordre des matchs | Joueurs                             | Points au premier set | Points au second set | Points au troisième set |
| ---------------- | ----------------------------------- | --------------------- | -------------------- | ----------------------- |
| 1                | Jan-Lennard Struff                  | 6                     | 1                    | 2                       |
| 1                | Andrey Rublev                       | 3                     | 6                    | 6                       |
|                  |                                     |                       |                      |                         |
| 2                | Alexander Zverev                    | 6                     | 3                    | 5                       |
| 2                | Daniil Medvedev                     | 3                     | 6                    | 7                       |
|                  |                                     |                       |                      |                         |
| 3                | Jan-Lennard Struff - Kevin Krawietz | 6                     | 7                    |                         |
| 3                | Evgeny Donskoy - Aslan Karatsev     | 3                     | 62                   |                         |

|  | Équipe 1 | Score | Équipe 2 |  |
|  | Italie   | 3 – 0 | Espagne  |  |

| Ordre des matchs | Joueurs                                 | Points au premier set | Points au second set | Points au troisième set |
| ---------------- | --------------------------------------- | --------------------- | -------------------- | ----------------------- |
| 1                | Fabio Fognini                           | 6                     | 1                    | 6                       |
| 1                | Pablo Carreño Busta                     | 2                     | 6                    | 4                       |
|                  |                                         |                       |                      |                         |
| 2                | Matteo Berrettini                       | 6                     | 7                    |                         |
| 2                | Roberto Bautista-Agut                   | 3                     | 5                    |                         |
|                  |                                         |                       |                      |                         |
| 3                | Simone Bolelli - Andrea Vavassori       | WO                    |                      |                         |
| 3                | Pablo Carreño Busta - Marcel Granollers |                       |                      |                         |

#### Finale
|  | Équipe 1 | Score | Équipe 2 |  |
|  | Russie   | 2 – 0 | Italie   |  |